# Internet Engineering Steering Group
L'Internet Engineering Steering Group è un ente composto dal Presidente dell'Internet Engineering Task Force, da Responsabili Area:
- Internet Area (int)
- Operations & Management Area (ops)
- Routing Area (rtg)
- Security Area (sec)
- Transport Area (tsv)
- Temporary Sub-IP Area (sub) e così via...

e da Consulenti:
- Presidente e Consulenti dell'Internet Architecture Board (IAB)
- Direttore Esecutivo dell'Internet Engineering Task Force (IETF)
- Consulenti dello Internet Assigned Numbers Authority (IANA)
- Redattore del Request for Comments (RFC).

Questo ente provvede ad effettuare una verifica tecnica finale degli standard di Internet ed è responsabile, giorno per giorno, della gestione dell'IETF. Infatti esso riceve gli appelli delle decisioni dei gruppi di lavoro e dell'IESG per trasformare i documenti in standard per Internet.